# Дружина Лота (скеля)

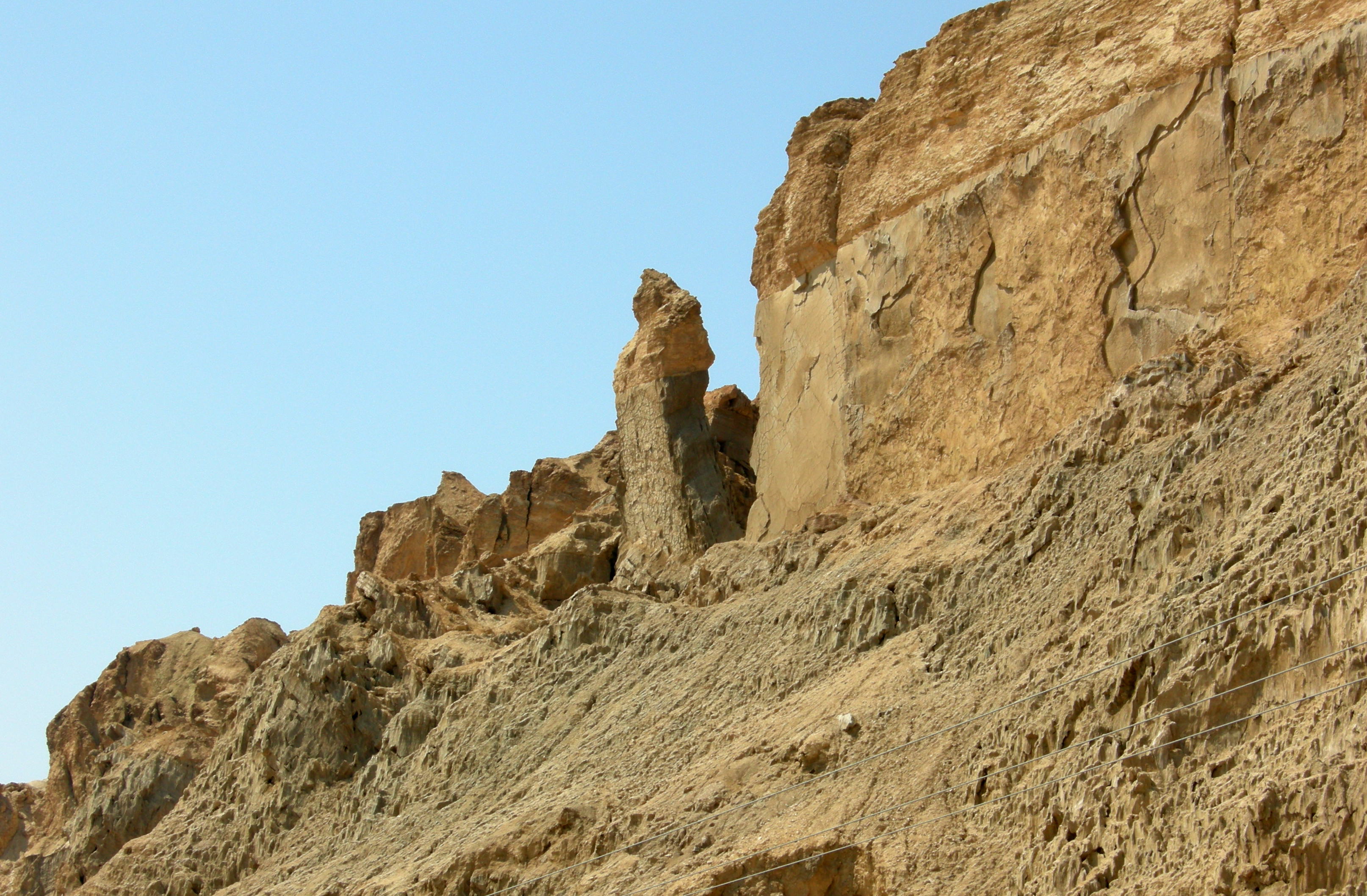
Скеля «Дружина Лота» на горі Содом, Ізраїль

«Дружина Лота» — стовп або колона з  кам'яної солі на  горі Содом в  Ізраїлі. Нагадує формою жінку, одягнену в покривало. Традиційно сприймається як скам'яніла дружина  Лота (Бут. 19:26).